# Шибингер, Лонда
Ло́нда Ши́бингер (англ. Londa Schiebinger; 13 мая 1952 года, США) — американская учёная, профессор истории науки, историк ботаники, доктор философии, гендерная исследовательница. В настоящее время является директором Института гендерных исследований в Стэнфордском университете.

## Биография
В 1984 году Шибингер получила степень доктора философии в Гарвардском университете. В 1999 году она стала первой женщиной, удостоившейся премии Александра фон Гумбольдта.
Работа Лонды Шибенгер фокусируется на гендерном значении в науке. Это касается, с одной стороны, роли женщин-учёных в истории и, с другой стороны, представлений о гендерных различиях в разные эпохи истории науки.
Замужем за Робертом Нилом Проктором и имеет двоих детей.